# Höstkänning (sång)
"Höstkänning", är en sång från 1977 av den svenske musikern Ola Magnell. Den finns med på hans tredje studioalbum Höstkänning (1977).
Låten spelades in 1977 i Metronomes studio, Stockholm och producerades av Anders Burman. Medverkade gjorde Magnell (sång, gitarr), Lasse Englund (gitarr), Backa Hans Eriksson (kontrabas) och Björn J:son Lindh (stråkarrangemang).
Thérèse Juel tolkade låten på Levande (1979) och Susanne Alfvengren spelade in en version för samlingen Nakna mellan himmel och jord. Därutöver har den i Magnells version medtagits på samlingsalbumen Ola Magnell: 74-87 (1994) samt Ola Magnell: Guldkorn (2000).

## Medverkande
- Lasse Englund – gitarr
- Backa Hans Eriksson – kontrabas
- Björn J:son Lindh – stråkarrangemang
- Ola Magnell – sång, gitarr

### Fotnoter
1. 1 2  ”Ola Magnell”. Svensk mediedatabas. http://smdb.kb.se/catalog/search?q=ola+magnell&sort=OLDEST. Läst 24 januari 2013.
2. ↑  ”Höstkänning”. Ola Magnell. http://www.magnell.nu/diskografi/h%C3%B6stk%C3%A4nning-1525599. Läst 24 januari 2013.